# Joyeux Noël, Jingle
Joyeux Noël, Jingle (Jingle All the Way) est un court métrage de Noël d'animation américain de 21 minutes réalisé par Chel White (en), diffusé le 25 novembre 2011 sur Hallmark Channel.

## Synopsis
En allant acheter un sapin avec ses parents, Andrew rencontre Jingle, un petit chien husky. Une amitié naît immédiatement entre l'enfant et le chiot, mais les parents d'Andrew ne sont pas disposés à adopter un animal. Jingle s'enfuit de la ferme à la recherche du petit garçon. Le soir de Noël approche et le Père Noël découvre le chiot blotti au fond d'un panier dans la rue...

## Fiche technique
- Réalisation : Chel White (en)
- Scénario : Allan Charles Neuwirth (en)
- Société de production : Pershing Road Productions et Bent Image Lab

## Voix originales
- Thomas Stroppel : Jingle
- Ryan Bley : Andrew
- Chad Darrow : Narrateur / Santa
- Morgan Elizabeth Cox : Mother
- Nathan Dunkin : Dad